# Sándor Dudás

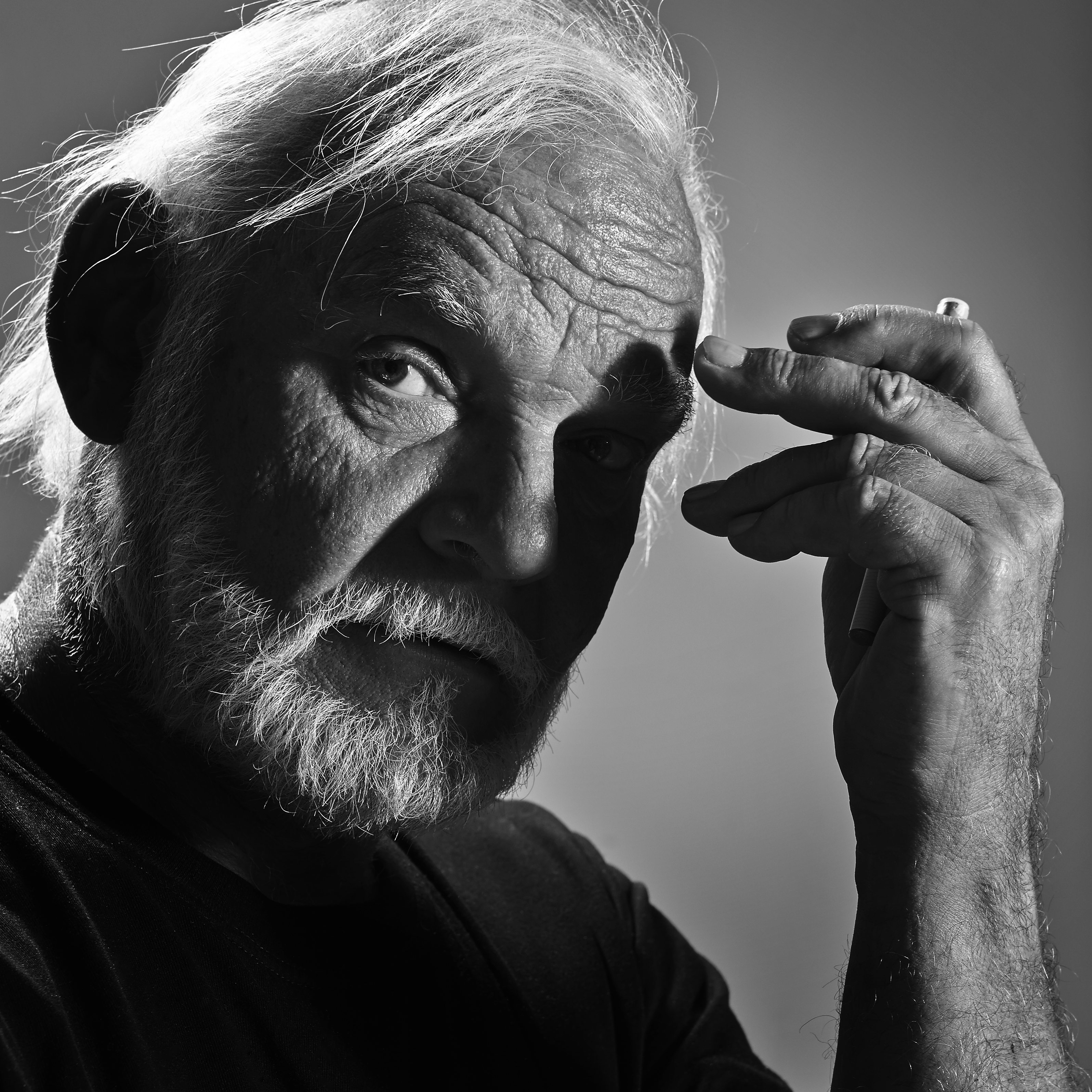
Sándor Dudás

Sándor Dudás (* 10. April 1948 in Bačka Topola) ist ein ungarischer Bildhauer und Medailleur.
Dudás absolvierte in Zagreb von 1976 bis 1981 bei dem akademischen Bildhauer Želimir Janeš eine Ausbildung in Bildhauerei und graduierte 1981 an der Kunstakademie der Universität Zagreb. Er arbeitete danach als Kunsterzieher und Möbeldesigner und schuf Skulpturen und Medaillen. 1992 siedelte er nach Ungarn über. Neben Ausstellungen in Iserlohn (1986), in der Kisgaléria in Szentes (1988), im Tornyai János Múzeum in Hódmezővásárhely (1988, 1990) oder der Tiszai Galéria in Csongrád, konnte er seine Medaillen auch auf der renommierten internationalen Ausstellung FIDEM 1994 der International Federation of Medallic Art und der nationalen Országos Érembiennále in Sopron (1999, 2003, 2005 und 2013) zeigen. Auszeichnungen erhielt er bei der FIDEM 1994 in Lissabon und 2003 anlässlich einer Einzelausstellung in seiner Heimatstadt Topola.
Seit 1994 ist er neben seiner künstlerischen Arbeit als Bildhauer Leiter des Künstlerhauses Alkotóház-Művésztelep im ungarischen Csongrád, das durch Workshops und Symposien für Bronze und andere (Skulptur-)Techniken bekannt geworden ist.